# Zeger Bernhard van Espen
Zeger Bernard van Espen (Lovaina, 8 de juliol, 1646 – Amersfoort, 2 d'octubre, 1728), també nascut Espenius, va ser un ciutadà neerlandès de dretes i va néixer a Lovaina.
Des de la seva primera formació eclesiàstica, que va rebre a la seva ciutat natal, es va dedicar a especialitzar-se en Dret Canònic, en la qual es va doctorar l'any 1675, havent rebut els ordes sagrats dos anys abans. Havent obtingut la càtedra d'aquesta facultat al Col·legi d'Adrià, de la mateixa població, va arribar a ser un mestre eminent, consultat per molts bisbes i prínceps. Però li va fer molt de mal a la seva reputació que donés molt aviat clares mostres de prendre partit per als homes de Port-Royal, al que degué de contribuir una declarada simpatia per la persona del pare del jansenisme.
Les seves nombroses publicacions anaven totes impregnades de l'esperit de Port-Royal, i foren model de la resistència sistemàtica que oposava el jansenisme a totes les decisions emanades de Roma. Per això el 1704 eren posades totes en general en l'Index Librorum Prohibitorum, condemna que es va repetir el 1734 després de la seva mort. el seu dictamen donat als capitulars d'Utrecht vers el nomenament i consagració del bisbe Steenhovens fou determinant perquè l'autoritat eclesiàstica el privés de la seva càtedra i el suspengués a divinis, al que no seguí cap mostra pública de conformar-se amb les prescripcions eclesiàstiques.

## Escrits
Tractatus de censuris ecclesiasticís; Dissertatio canonica de pristinis altarium et ecclesiarum incorporationibus; Diss. can. historica de horis canonicis et singulis earum partibus; De Peculiaritatein religione te simonia circa ingressum religionis; traduïda per ell mateix; Consultationcanonique sur la vice de la propieté des religieux et religieuses; Diss. ca. de dispensationibus, praesertim matrimonialibus; De instituto et officio canonicorum; Repagulum canonicum adversus nimian exemptionem a jurisdictione episcoporum extensione; Tractatus de simonia circa beneficia, administrationem sacra mentorum et celebrationen missarum; item de functionibus ecclesiasticis; Vindiciae canonicae de peculiaritate et simnia; Motif de droit ou de efensé du séminaire de Liege et des MM, ses provisseurs contre l'enteprise et les libelles des jesuites anglais de cette ville; Déclaration sur le formulaire et la Bulle Unigenitus, etc. El principal de tots és Jus ecclesiasticum universum reeditada a Venècia el 1769. Existeixen edicions repetides de les seves obres (Lovaina, 1753 i següents; Venècia, 1769, Colònia, 1777, i Maguncia, 1791).